# 코르스뒤쉬드주의 캉통
프랑스 코르스뒤쉬드주에는 총 19개의 캉통이 속해 있다. 2015년 3월 행정구역 총개편으로 인해 현재는 다음과 같이 설치되어 있다.
- 아작시오 1
- 아작시오 2
- 아작시오 3
- 아작시오 4
- 아작시오 5
- 바벨라
- 그랑쉬드
- 그라노바프뤼넬리
- 사르테네발랭코
- 세비소루시나르카
- 타라보오르나노